# 日本五大桜
日本五大桜（にほんごだいざくら）は、1922年（大正11年）10月12日に国の天然記念物に指定された5つの桜を指す呼び名。

## 五大桜
- 三春滝桜（福島県田村郡三春町）- ベニシダレ
- 石戸蒲ザクラ（埼玉県北本市） - カバザクラ
- 山高神代桜（山梨県北杜市）- エドヒガン
- 狩宿の下馬ザクラ（静岡県富士宮市）※駒止めの桜とも - ヤマザクラ
- 根尾谷の淡墨桜（岐阜県本巣市）- エドヒガン

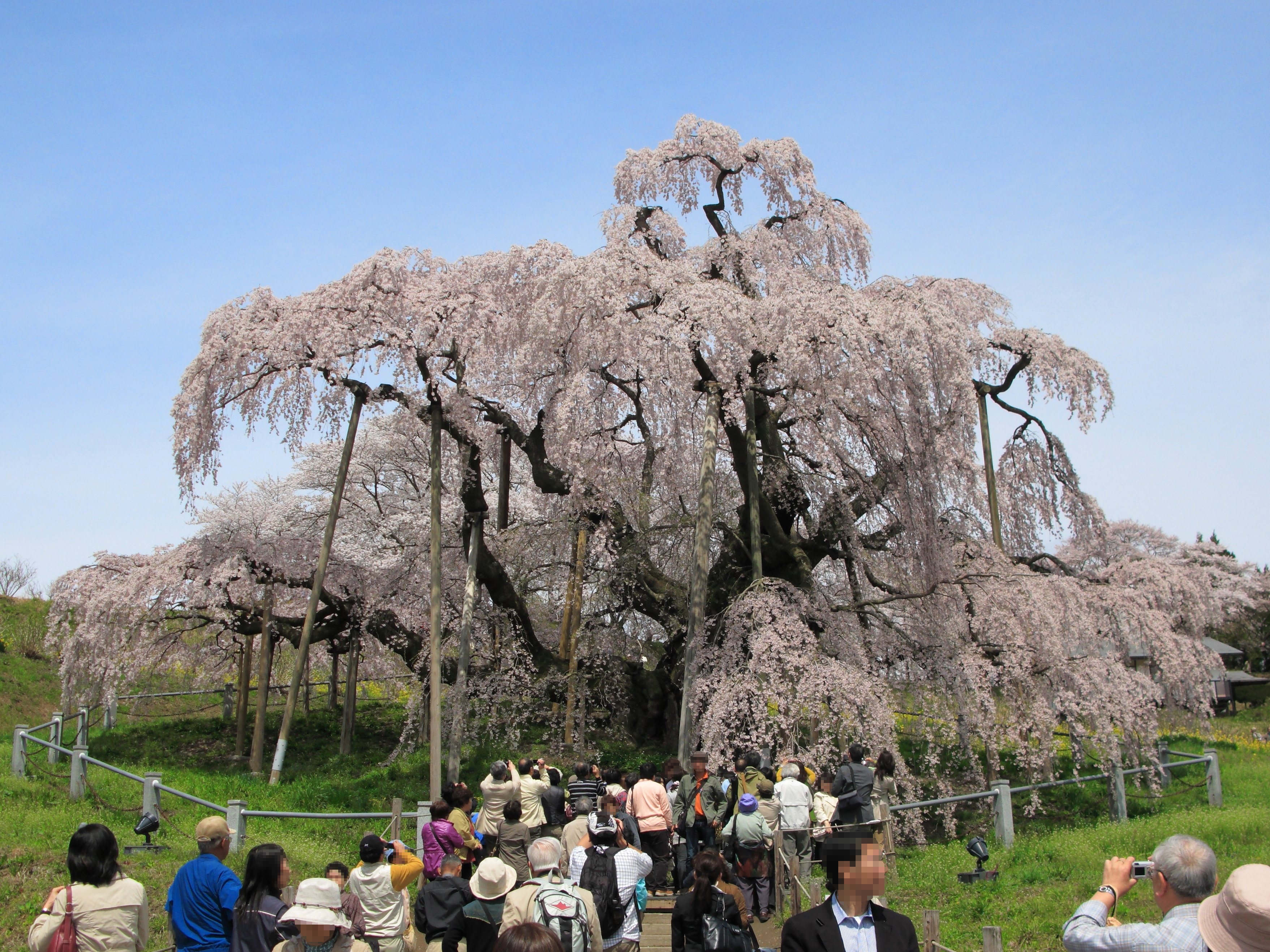
三春滝桜
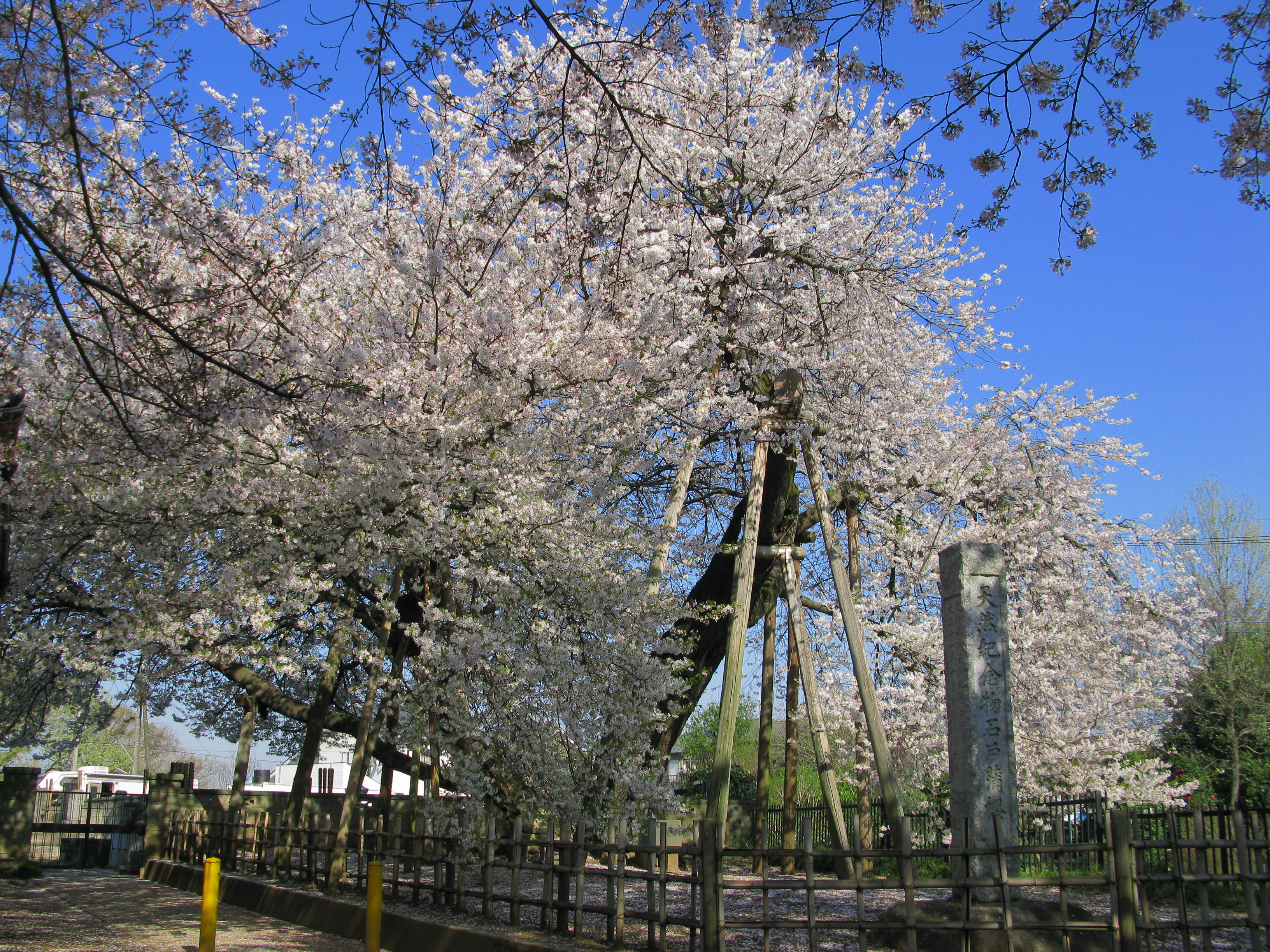
石戸蒲ザクラ
山高神代桜
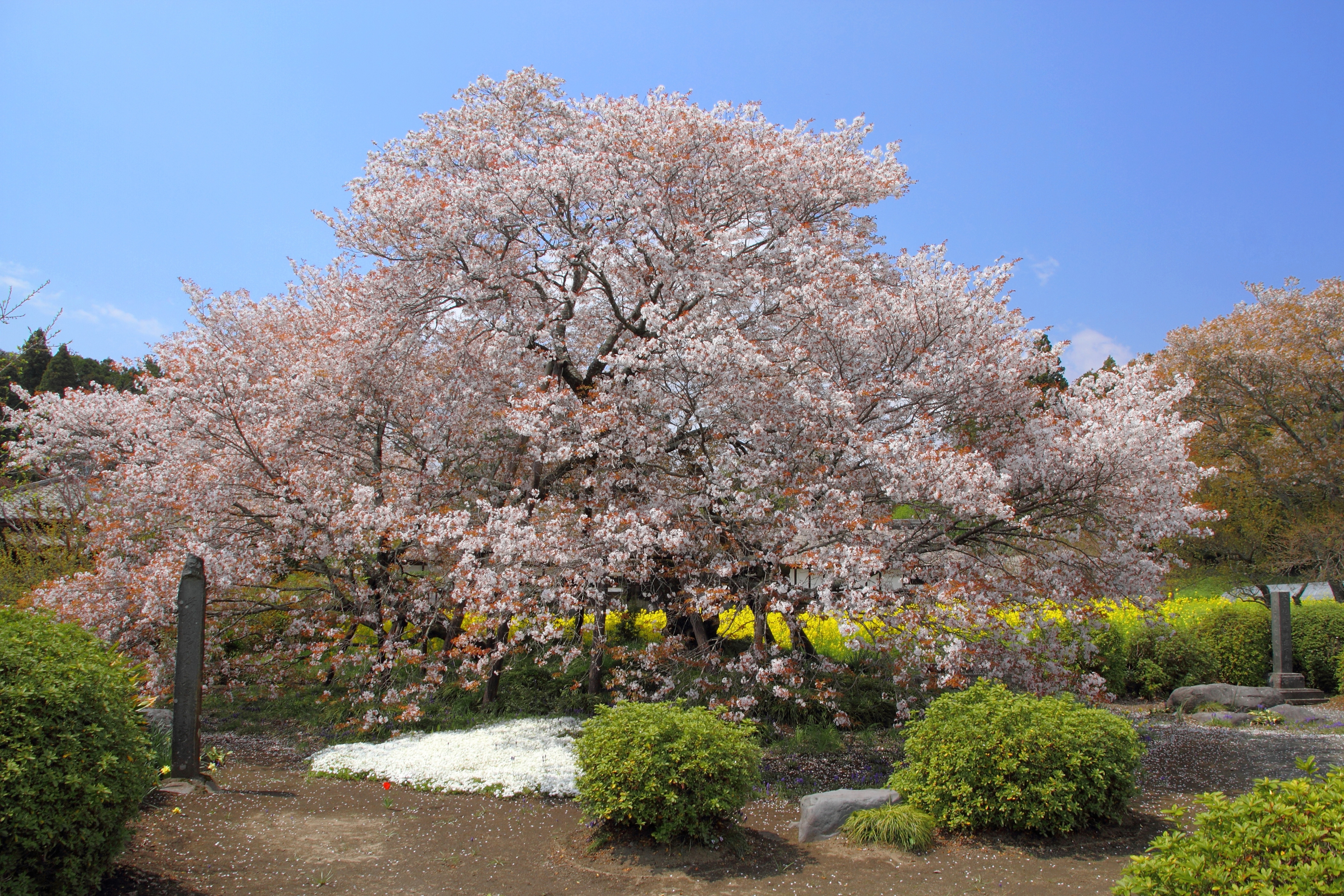
狩宿の下馬桜
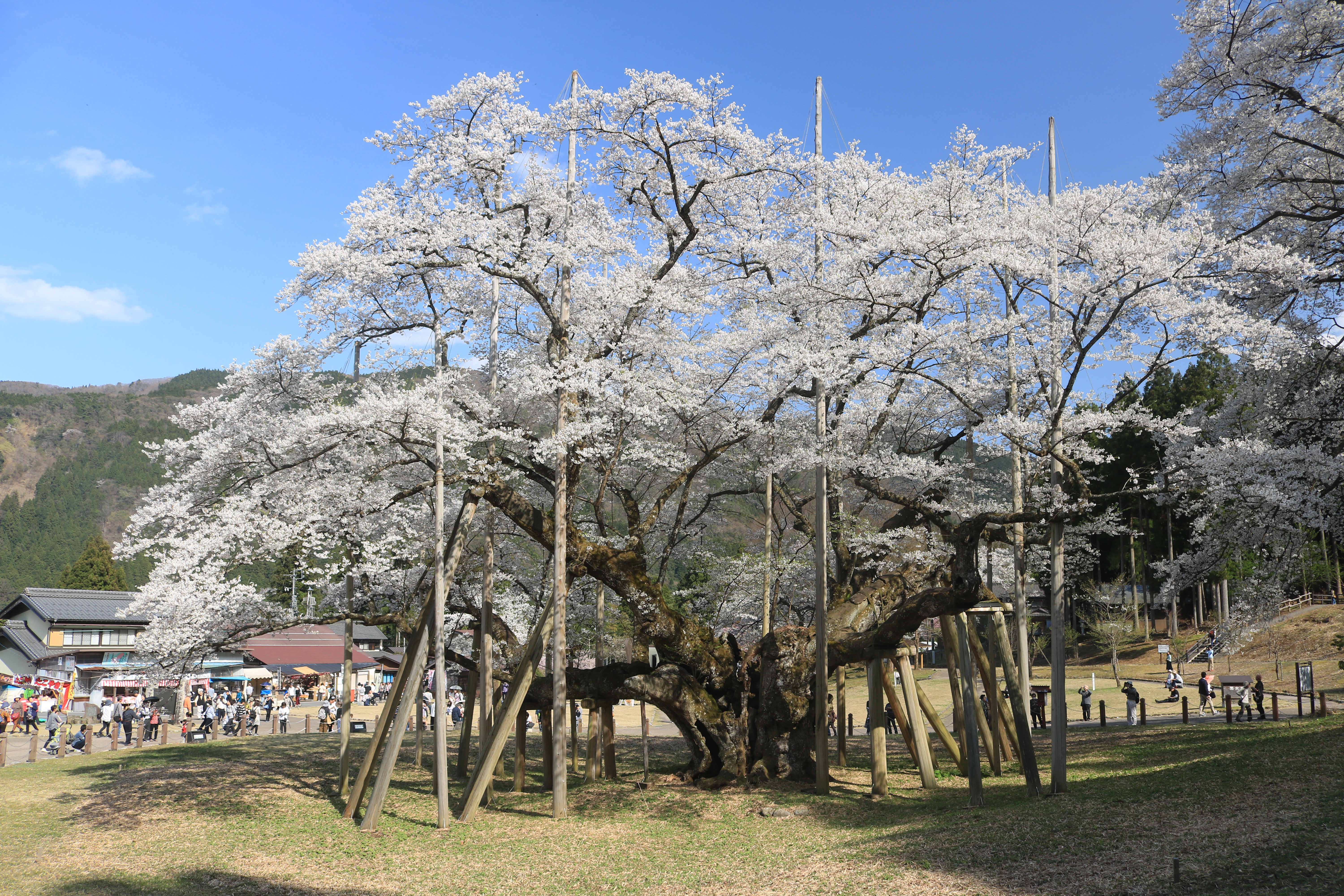
根尾谷の淡墨桜

三春滝ザクラ、根尾谷淡墨ザクラ、山高神代桜を総称して「三大巨桜」「日本三大桜」と呼ぶことがある。平成26年（2014年）3月には石戸蒲ザクラが位置する埼玉県北本市を会場に「日本五大桜サミット」が開催され、各市町の首長が集まった。